# Демократична партія Албанії
Демократи́чна па́ртія Алба́нії (алб. Partia Demokratike e Shqipërisë, PD) — права політична партія Албанії, з 1990 — одна з двох основних партій Албанії. Її позиції особливо сильні на півночі країни, де переважають гегерійці — одна з двох найбільших етнічних груп албанців.
Партія відіграла винятково важливу роль у скасуванні комуністичного режиму у країні.
З 1992 до 1997 року перебувала при владі під керівництвом Салі Беріші й Александера Мексі.
1997 року уряд пішов у відставку на тлі громадянської війни, що насувалась. До влади прийшли їхні основні конкуренти — Соціалістична партія Албанії.
Партія входила до коаліції Союз за перемогу (Bashkimi për Fitoren), що здобула 37,1% голосів на парламентських виборах 2001 року (46 місць у парламенті).
На липневих виборах 2005 року Демократична партія Албанії отримала 55 зі 140 місць (разом із союзниками — 73). Салі Беріша знову очолив уряд.
Після виборів 2021 року партія повернулась парламенту після 2,5 років відсутності після того, як опозиція відмовилася від своїх мандатів і вирішила залишитися поза парламентськими інституціями.

## Результати виборів

### Вибори доНародних зборів
| Рік виборів | Кількість голосів | % голосів | Місць     | Зміна   | Уряд |
| ----------- | ----------------- | --------- | --------- | ------- | ---- |
| 1992        | 1,046,193         | 57.3      | 92 / 140  | ------- | ТАК  |
| 1996        | 914,218           | 55.2      | 122 / 140 | +30     | ТАК  |
| 1997        | 315,677           | 24.1      | 29 / 155  | –98     | ні   |
| 2001        | 494,272           | 36.9      | 32 / 140  | ----    | ні   |
| 2005        | 602,066           | 44.1      | 56 / 140  | +24     | ТАК  |
| 2009        | 610,463           | 40.2      | 68 / 140  | +12     | ТАК  |
| 2013        | 528,373           | 30.6      | 45 / 140  | -23     | ні   |
| 2017        | 427,778           | 28.8      | 43 / 140  | -7      | ні   |
| 2021        | 622,187           | 39.4      | 59 / 140  | +13     | ні   |